# Feldberger Seenlandschaft und Teile des Woldegker Hügellands
Feldberger Seenlandschaft und Teile des Woldegker Hügellands este o arie protejată (arie de protecție specială avifaunistică — SPA) din Germania întinsă pe o suprafață de 17.020 ha, integral pe uscat.

## Localizare
Centrul sitului Feldberger Seenlandschaft und Teile des Woldegker Hügellands este situat la coordonatele 53°24′02″N 13°31′06″E / 53.4006°N 13.5183°E.

## Înființare
Situl Feldberger Seenlandschaft und Teile des Woldegker Hügellands a fost declarat arie de protecție specială avifaunistică în aprilie 2008 pentru a proteja 62 de specii de animale.

## Biodiversitate
Situată în ecoregiunea continentală, aria protejată nu include niciun habitat protejat.
La baza desemnării sitului se află mai multe specii protejate de  păsări (62): pescăruș albastru (Alcedo atthis), rață sulițar (Anas acuta), rață lingurar (Anas clypeata), rață mică (Anas crecca crecca), rață fluierătoare (Anas penelope), Anas platyrhynchos platyrhynchos, rață cârâitoare (Anas querquedula), Anas strepera strepera, Anser albifrons albifrons, gâscă cenușie (Anser anser), gâscă de semănătură (Anser fabalis), acvilă țipătoare mică (Aquila pomarina), rață-cu-cap-castaniu (Aythya ferina), rața moțată (Aythya fuligula), buhai de baltă (Botaurus stellaris stellaris), Bucephala clangula, chirighiță neagră (Chlidonias niger), barză albă (Ciconia ciconia ciconia), barză neagră (Ciconia nigra), erete de stuf (Circus aeruginosus), erete vânăt (Circus cyaneus), erete cenușiu (Circus pygargus), prepeliță (Coturnix coturnix), cristeiul de câmp (Crex crex), lebădă de iarnă (Cygnus cygnus), lebădă de vară (Cygnus olor), ciocănitoarea de stejar (Dendrocopos medius), ciocănitoare neagră (Dryocopus martius), șoim de iarnă (Falco columbarius), Falco peregrinus peregrinus, vânturel roșu (Falco tinnunculus), muscar (Ficedula parva), Fulica atra atra, becațină comună (Gallinago gallinago), Grus grus grus, codalb (Haliaeetus albicilla), capîntortură (Jynx torquilla), sfrâncioc roșiatic (Lanius collurio), sfrâncioc mare (Lanius excubitor excubitor), pescăruș râzător (Larus ridibundus), ciocârlie de pădure (Lullula arborea), ferestraș mic (Mergus albellus), Mergus merganser merganser, presură sură (Miliaria calandra), gaia neagră (Milvus migrans), gaia roșie (Milvus milvus), muscar sur (Muscicapa striata), Numenius arquata arquata, pietrar sur (Oenanthe oenanthe), vultur pescar (Pandion haliaetus), viespar (Pernis apivorus), bătăuș (Philomachus pugnax), codroșul de pădure (Phoenicurus phoenicurus), ploier auriu (Pluvialis apricaria), Podiceps cristatus cristatus, cresteț pestriț (Porzana porzana), lăstun de mal (Riparia riparia), sitar de pădure (Scolopax rusticola), chiră de baltă (Sterna hirundo), turturică (Streptopelia turtur), silvie porumbacă (Sylvia nisoria), nagâț (Vanellus vanellus).